# Opsirhina albigutta
Opsirhina albigutta är en fjärilsart som beskrevs av Walker 1855. Opsirhina albigutta ingår i släktet Opsirhina och familjen ädelspinnare. Inga underarter finns listade i Catalogue of Life.

## Bildgalleri

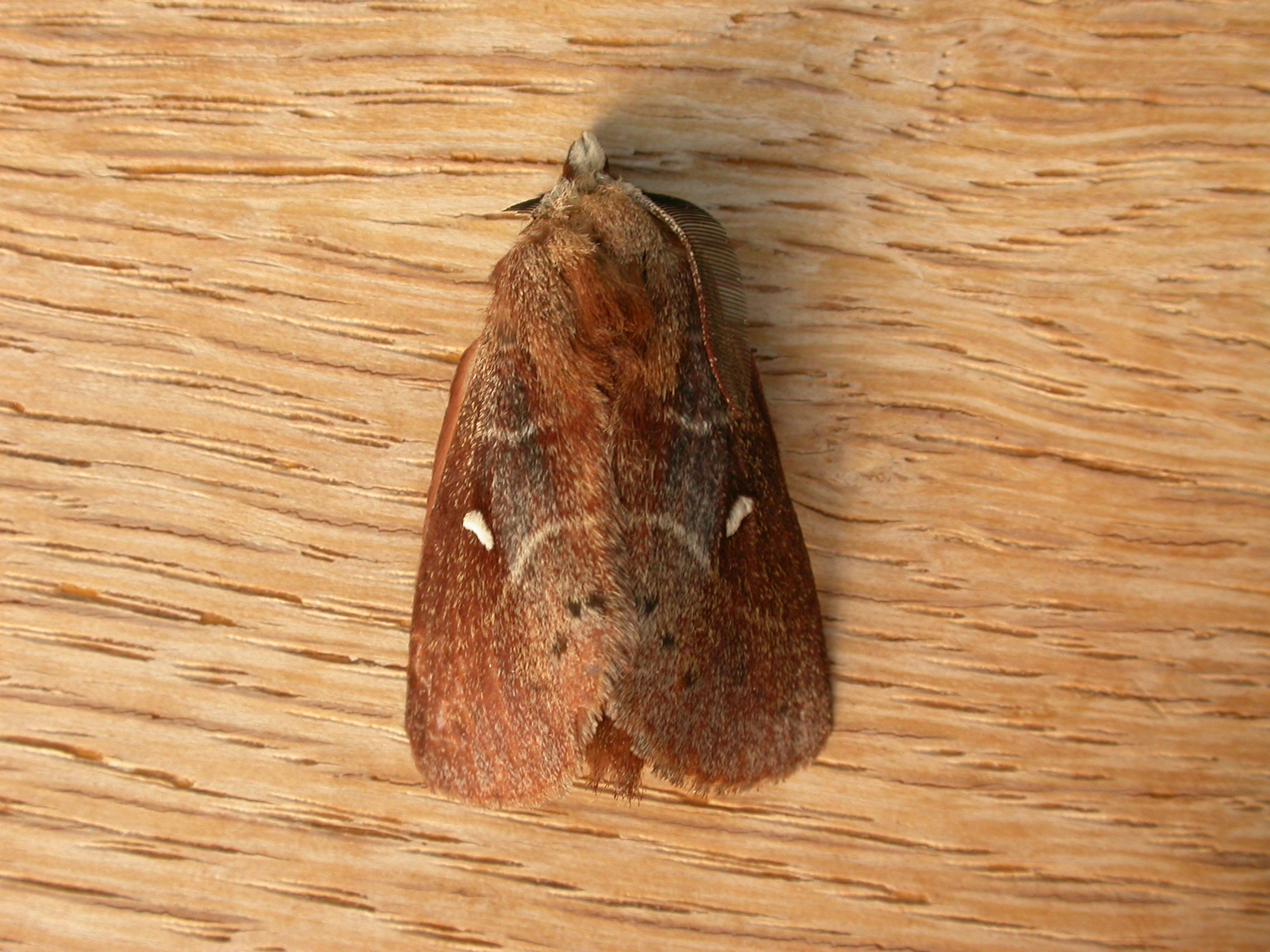